# Totenschein
Der Totenschein, auch Todesbescheinigung oder Leichenschauschein (L-Schein) genannt, ist in Deutschland eine öffentliche Urkunde, in der ein Arzt nach gründlicher Untersuchung eines menschlichen Körpers den Tod dieses Menschen mit Personalien und Zeit und Ort des Todesfalls bescheinigt, wenn möglich eine Todesursache angibt und die Todesart vermerkt, also ob es sich um einen natürlichen oder nicht natürlichen Tod handelt (Leichenschau). Bei Totgeburten ist ab einem Geburtsgewicht von 500 g ein Totenschein auszustellen. Der Aufbau des Formulars und die Art der darin zu vermerkenden Angaben variieren geringfügig in den einzelnen Ländern. Das liegt daran, dass das Bestattungsgesetz Länder- und nicht Bundesangelegenheit ist (Föderalismus).
Er ist nicht mit der standesamtlichen Sterbeurkunde zu verwechseln.
In Deutschland sterben jährlich mehr als 1.000.000 Menschen (Stand 2022).

## Inhalt und Verwendung eines Totenscheins

Todesbescheinigung (Vorderseite) von 1963, ausgestellt in Kiel

Totenschein des Staates Kalifornien für Wilfried Podriech, aka SÄTTY

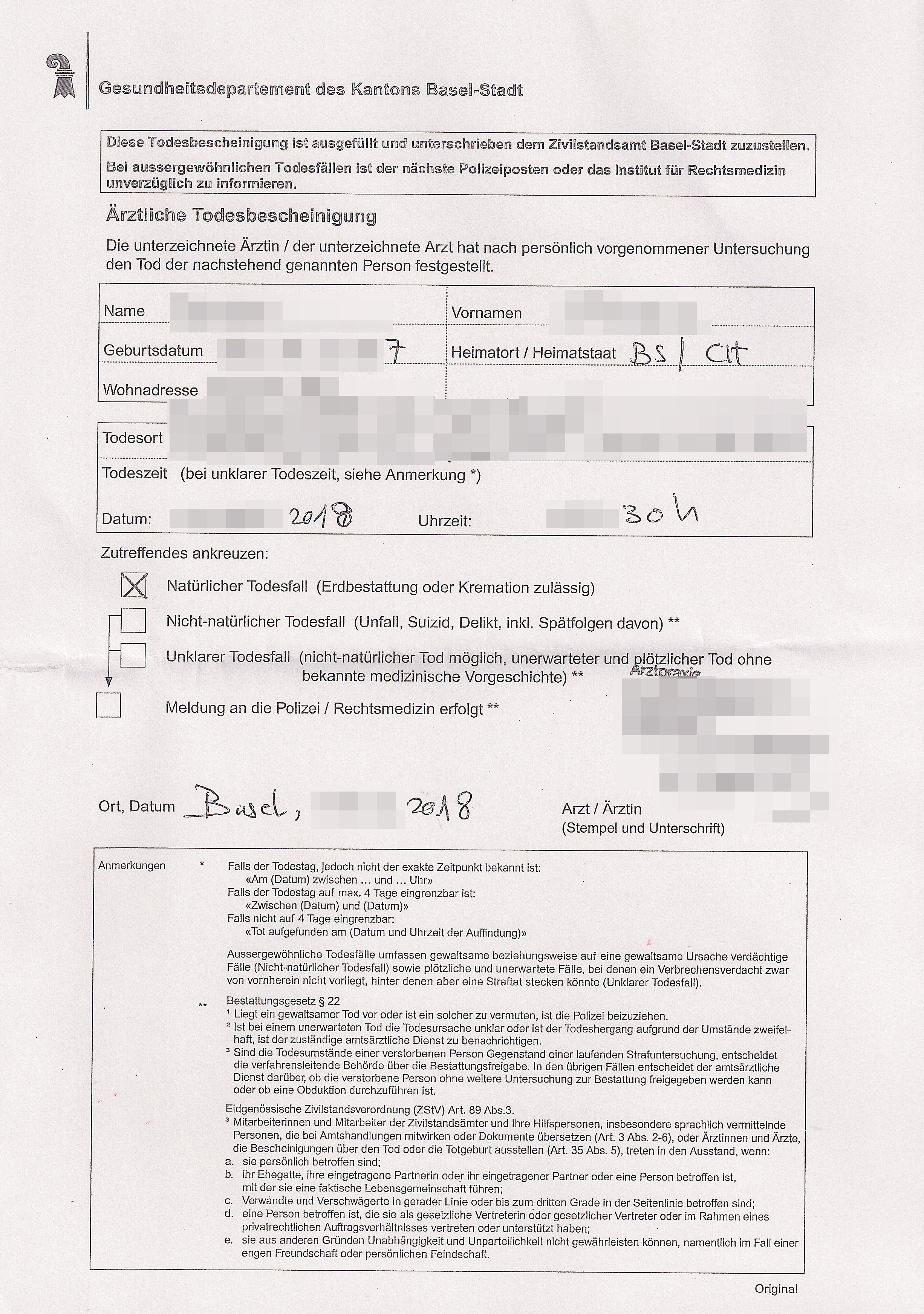
Totenschein aus dem Kanton Basel-Stadt, Schweiz (2018)

Der Totenschein besteht aus vier Blättern, die auf zwei Briefumschläge verteilt werden, einen vertraulichen und einen nicht vertraulichen Teil.
Im nicht vertraulichen Teil des Totenscheins werden durch den Arzt folgende Angaben gemacht:
- Personenangaben
  - Vor- und Nachname, Geschlecht
  - Wohnadresse
  - Geburtstag und Geburtsort
- Zuletzt behandelnder Arzt
- Sterbezeitpunkt und Sterbeort
- Durch wen identifiziert
- Warnhinweise (z. B. Infektionsgefahr)
- Todesart (natürlich, nicht natürlich (Unfall, Operation, Tötung oder Suizid) oder ungeklärt)
- Angaben vom Arzt und Unterschrift.

Im vertraulichen Teil des Totenscheins finden sich folgende ergänzende Angaben
- Sichere Zeichen des Todes (Totenstarre, Totenflecke oder Fäulnis)
- Todesursache mit Unterteilung
  - Unmittelbare Todesursache
  - als Folge von
  - als Folge von (Grundleiden)
- Klassifikation der Todesursache
- Entscheidungsgründe für die Todesart.

Die Verwendung des vertraulichen Teils variiert erheblich von Land zu Land. In den meisten Fällen geht der Totenschein an das Gesundheitsamt und das Krematorium bei einer Feuerbestattung sowie bei „unnatürlicher“ Todesart im Vorwege an die Rechtsmedizin und anschließend an die Staatsanwaltschaft für die Freigabe.
Der nichtvertrauliche Teil des Leichenschauscheins und die in ihm beurkundeten Feststellungen sind Grundlage für Entscheidungen von Standesbeamten zur Beurkundung des Sterbefalls (auch für Bestattungsfristverlängerungen und -verkürzungen) und die Ausstellung einer Sterbeurkunde. Daneben wird der Totenschein auch für die Bevölkerungsstatistik, namentlich die Todesursachenstatistik, ausgewertet.
Die Todesursachenstatistik wird in der Gesundheitspolitik und in der Gesundheitswirtschaft für Entscheidungen über Investitionen in präventive und kurative Maßnahmen herangezogen. Studien von 1987 und von 2019 belegen allerdings, dass der Totenschein oft fehlerhaft ausgestellt wird. Oft fehle bei der Angabe „Herzkreislaufversagen“ ein Hinweis auf seine Ursache; häufig unerkannt bleiben zum Beispiel Infektionskrankheiten. In Deutschland müssen die Angabe der Ärzte von den statistischen Behörden der Länder in ICD-Codes umgewandelt werden, wobei diese Praxis von einem Land zum anderen variiert, was die Statistik weiter verzerrt.
In einigen Ländern ist für die Freigabe zur Feuerbestattung eine zusätzliche Freigabe durch die Polizei erforderlich und in allen muss eine zweite Leichenschau durch einen Amtsarzt im Krematorium erfolgen. 

## Vorläufiger Totenschein
In einigen Ländern (z. B. Rheinland-Pfalz, Saarland und Sachsen) wird von Notärzten nur ein vorläufiger Totenschein ausgestellt. Zur Leichenschau und zur Ausstellung des endgültigen Totenscheines ist der nächste erreichbare niedergelassene Arzt verpflichtet.

## Kosten und Abrechnungsbetrag
Die ärztlichen Gebühren für den Totenschein werden in den meisten Fällen von den beauftragten Bestattungsinstituten verauslagt. Der Totenschein unterliegt der Gebührenordnung für Ärzte (GOÄ). Zum 1. Januar 2020 ist eine Neuregelung zur Berechnung der ärztlichen Leichenschau in Kraft getreten. Hiernach ist für die vorläufige Leichenschau die Nr. 100 GOÄ (110,51 €) und für die eingehende Leichenschau die Nr. 101 GOÄ (165,77 €) in Ansatz zu bringen. Zudem können neben dem Wegegeld nach § 8 GOÄ bzw. der Reiseentschädigung nach § 9 GOÄ nun auch die Zuschläge nach den Buchstaben F bis H berechnet werden.
Für das Bundesland Thüringen gilt: „Bei Sterbefällen in Krankenhäusern und anderen Einrichtungen, zu deren Aufgaben auch die ärztliche Behandlung der aufgenommenen Personen gehört, kann eine besondere Vergütung für die Leichenschau und die Ausstellung des Totenscheins nicht verlangt werden. In den übrigen Fällen hat der zur Bestattung Verpflichtete die Kosten für die Leichenschau und die Ausstellung des Totenscheins zu tragen oder dem Veranlasser zu erstatten.“

## Rechtsquellen
Bestattungsrecht ist Länderrecht, unterliegt allerdings der Bundesbestattungsverordnung.
- Bestattungsgesetz des Landes Baden-Württemberg. Land Baden-Württemberg.
- Bestattungsgesetz in Bayern, gesetze-bayern.de
- Bestattungsgesetz in Niedersachsen, niedersachsen.de
- Bestattungsgesetz in Rheinland-Pfalz, landesrecht.rlp.de
- Bestattungsgesetz in Rheinland-Pfalz, Durchführungsverordnung, landesrecht.rlp.de
- Bestattungsgesetz im Saarland, https://www.saarland.de/SharedDocs[7]
- Bestattungsgesetz in Sachsen, revosax.sachsen.de[8]
- Bestattungsgesetz in Schleswig-Holstein, BestattG S-H
- Bestattungsgesetz in Thüringen, landesrecht.thueringen.de
- Gebührenordnung für Ärzte (GOÄ).